# Kazy Ferenc
Garan-vezekényi Kazy Ferenc (Léva, 1695. április 7. – Pozsony, 1759. június 11.) bölcseleti és teológiai doktor, Jézus-társasági áldozópap és tanár. Kazy János testvéröccse.

## Élete
18 éves korában lépett a rendbe. Tanulmányait elvégezve előbb az ékesszólástant, majd a bölcseletet és természettant, végül a teológiát tanította Nagyszombatban; azután ugyanott a szemináriumnak, a bécsi Pázmány-intézetnek, a Collegium Rubrorumnak, a nagyszombati növendékpapok szemináriumának igazgatója, végül rektor és növendékmester volt Trencsénben, Pozsonyban és Sopronban.

## Munkái
- Fasti Hungariae. Cassoviae, 1721 (elegia)
- Concilium decem-virorum Hungariae in liberis suadae campis celebratum. Tyrnaviae, 1722 (tévesen Korneli Jánosnak is tulajdonították)
- Palatium regum Hingariae palatinorum virtutibus et meritis insigne. Tyrnaviae, 1722
- Vectigal saeculare Deo bonorum omnium autori a collegio Pazmaniano persolutum. Viennae, 1723
- Suasoriae regum Hungariae. Tyrnaviae, 1728
- Somnia sapientum Authore Petro Firmiano...Promotore... Tyrnaviae, 1731
- Hunnias, sive hunnorum e Scythia asiatica egressus, honoribus... neo-baccalaureorum, dum in universitate s. J. Tyrnaviensi philosophiae laurea condecorarentur. Ab humanitate Tyrnaviensi dedicata. Tyrnaviae, 1731 (költemény)
- Posthuma memoria res pace, belloque gestas ... comitis Stephani Kohári curiae regiae judicis & c. breviter complexa. Tyrnaviae, 1732
- Saeculi genius. Authore Petro Firmiano. Promotore ... Tyrnaviae, 1732
- Historia regni Hungariae ab anno seculi decimi septimi primo, ad annum ejusdem-seculi trigesimum septimum. Tyrnaviae, 1737
- Historia universitatis Tyrnaviensis societatis Jesu ... ad annum Christi 1735. ejusdem saecularem producta. Tyrnaviae, 1738
- Historia regni Hungariae... Tomus II. ab anno seculi decimi septimi trigesimo septimo, ab annum ejusdem seculi sexagesimum tertium. Tyrnaviae, 1741
- Historia regni Hungariae... Tomus III. ab anno seculi decimi septimi sexagesimo quarto ad annum ejusdem seculi octuagesimum primum. Tyrnaviae, 1749 (Istvánffi Historiájának folytatása. A két első kötetet Timon Sámuel munkájának is tartják.)
- Posthuma Memoria insignium ex Ungarica societate Jesu virorum PP. Adami Fitter, Andreae Sigrai et Pauli Kolosvári. Tyrnaviae, 1749

Kéziratainak egy része a budapesti egyetemi könyvtárban van.